# Pseudagrion palauense
Pseudagrion palauense är en trollsländeart som beskrevs av Maurits Anne Lieftinck 1962. Pseudagrion palauense ingår i släktet Pseudagrion och familjen dammflicksländor. Inga underarter finns listade i Catalogue of Life.